# Бахолдина, Варвара Максимовна
Варвара Максимовна Бахолдина (26 декабря 1914, Саввушка, Томская губерния — 2 июня 1992, Шипуново, Алтайский край) — инженер Шипуновского районного управления сельского хозяйства, Алтайский край. Герой Социалистического Труда (1972). Кавалер трёх орденов Ленина (1942, 1957, 1972). Депутат Верховного Совета СССР 1-го и 2-го созывов. Заслуженный механизатор сельского хозяйства РСФСР. Лауреат премии Паши Ангелиной.
Считается первой трактористкой Алтая.

## Биография
Родилась в 1914 году в крестьянской семье в селе Саввушка (ныне — в Змеиногорском районе Алтайского края). С 1928 года трудилась дояркой в сельскохозяйственной коммуне «Первая пятилетка». В 1931 году окончила школу механизации сельского хозяйства, после чего стала работать трактористкой в Таловской МТС. В 1932 году возглавила первую на Алтае женскую молодёжно-комсомольскую тракторную бригаду. В 1938 году бригада Варвары Бахолдиной вспахала на тракторах ЧТЗ 5200 гектаров и на СТЗ — 2100 гектаров. За эти выдающиеся трудовые достижения Варвара Бахолдина была удостоена поездки на Всесоюзную выставку ВДНХ в Москве, где она получила большую золотую медаль.
Участвовала во II Всесоюзном съезде колхозников, где она познакомилась с Прасковьей Ангелиной, с которой её связывала дружба. В 1939 году поступила в Московскую сельскохозяйственную академию имени Тимирязева. После начала Великой Отечественной войны в октябре 1941 года возвратилась на родину, где её назначили директором Шипуновской МТС. Вывела это предприятие в число передовых сельскохозяйственных предприятий Алтая, за что была награждена в 1942 году первым Орденом Ленина. Руководила Шипуновской МТС до 1958 года.
В 1935 году избиралась членом ВЦИК и депутатом Верховного Совета СССР 1-го (1938—1946) и 2-го (1946—1950) созывов.
С 1961 по 1967 года — управляющая районного объединения «Сельхозтехника». В 1967 году вышла на пенсию.
Будучи на пенсии, продолжала работать до 1985 года инженером Шипуновского районного управления сельского хозяйства. Указом Президиума Верховного Совета СССР от 13 декабря 1972 года за большие успехи, достигнутые в увеличении производства и продажи государству зерна, других продуктов земледелия, и проявленную трудовую доблесть на уборке урожая удостоена звания Героя Социалистического Труда с вручением ордена Ленина и золотой медали «Серп и Молот».
Скончалась в 1992 году в посёлке Шипуново.

## Сочинения
- В наследство: рассказ Героя Социалистического Труда механизатора Алтайского края/ В. М. Бахолдина; лит. запись З. М. Александровой. — Барнаул : Алтайское книжное издательство, 1985. — 95 с. : ил. — 0.10 р.

## Память
- В 1972 году была учреждена премия имени Варвары Бахолдиной (с 2016 года — премия Губернатора «За верность профессии» имени Семена Пятницы и Варвары Бахолдиной[2]).

## Награды
- Герой Социалистического Труда с вручением золотой медали «Серп и молот» (13.12.1972)
- Три ордена Ленина (11.05.1942; 11.01.1957; 13.12.1972)
- Орден Октябрьской Революции (08.04.1971)
- Орден Трудового Красного Знамени (22.05.1947)
- Медаль «За освоение целинных земель» (1957)